# Walter Oyarce Delgado
Walter Arturo Oyarce Delgado (Huaraz, 21 de diciembre de 1956) es un ejecutivo y docente peruano. Ejerció como regidor de Lima desde enero del 2019 hasta diciembre del 2022 y es conocido por ser el padre de Walter Oyarce Domínguez quien fuese asesinado por un grupo de barristas en septiembre del 2011.

## Biografía
Nació en el distrito de Huaraz, ubicado en el departamento de Áncash, el 21 de diciembre de 1956.
Estudió en la Escuela Naval del Perú como bachiller en Ciencias Navales y tiene un estudio de postgrado en la Universidad ESAN donde ejerce como docente.

### Caso Oyarce
En septiembre del 2011, generó conmoción a nivel nacional la muerte de su hijo Walter Oyarce Domínguez quien fue asesinado por un grupo de barristas de Universitario de Deportes durante un partido clásico en el Estadio Monumental. La muerte se produjo cuando un grupo de barristas indéntificados como David Sánchez-Manrique Pancorvo, José Luis Roque Alejos, Marco Antonio Chimoya Asenjo, y Gian Carlo Díaz Maysa, arrojaron a Oyarce Domínguez desde el palco C-128 donde se encontraba con sus amigos celebrando el partido. Según testigos, Oyarce se había enfrentado a los barristas para defender a unos niños y mujeres que estaban siendo insultados violentamente por parte de esta facción.
Tras varias investigaciones, se logró capturar a los asesinos y fueron encarcelados.

## Carrera política

### Regidor de Lima
Para las elecciones municipales del 2018, anunció su participación en la política como candidato a regidor de la Municipalidad de Lima en la lista de Renzo Reggiardo del partido Perú Patria Segura. Oyarce logró ser elegido para el periodo municipal 2019-2022.
En su gestión actuó contra los enfrentamiento entre barristas[cita requerida] y fue designado como embajador para la promoción de valores positivos de Alianza Lima en 2020.